# Periscopio de tanque Vickers MK.IV

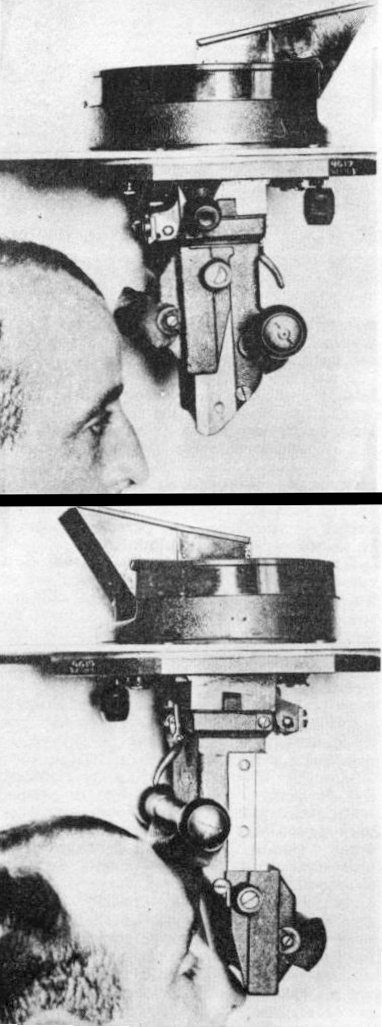
Uso del periscopio Gundlach.

El periscopio Gundlach, generalmente conocido por la designación británica Periscopio de tanque Vickers MK.IV (Vickers Tank Periscope MK.IV), fue un revolucionario invento del ingeniero polaco Rudolf Gundlach, producido para los tanques 7TP desde finales de 1935 y patentado en 1936 como Gundlach Peryskop obrotowy. 

## Historia y desarrollo
Fue el primer aparato que le permitió al comandante de tanque tener una visión a 360° desde la torreta con un solo periscopio. Al girar el periscopio y permitirle al comandante mirar atrás a través del segundo ocular, ya no tenía que cambiar de puesto para mirar detrás de la torreta. Los primeros tanques tenían torretas pequeñas y asientos fijos, sin una cúpula giratoria independiente, por lo cual era difícil que el comandante pueda moverse hacia un periscopio que mirase hacia atrás.
El periscopio fue empleado por primera vez en los tanques ligeros 7TP del Ejército polaco. Poco antes de la guerra fue entregado al Ejército Británico y empleado en casi todos los tanques de la Segunda Guerra Mundial, inclusive el Crusader, el Churchill, el Valentine y el Cromwell, así como en el M4 Sherman estadounidense. Después de las invasiones alemana y soviética de Polonia en 1939, el periscopio fue copiado a partir de los 7TP y las tanquetas TKS capturadas, siendo empleado más tarde por el Ejército Rojo a bordo de los tanques T-34 y T-70.
Como parte de la cooperación militar polaco-británica del período de entreguerras, la patente fue vendida por un penique (actualmente 1 Złoty) a la Vickers-Armstrong. Fue producido con la designación Periscopio de tanque Vickers MK.IV, siendo instalado a bordo de todos los tanques británicos (Crusader, Churchill, Valentine, Cromwell). Después de la caía de Polonia, algunos tanques polacos fueron capturados por la Alemania nazi, la Unión Soviética y Rumania, permitiéndoles copiar el periscopio. En la Unión Soviética, el periscopio Gundlach recibió la designación MK-4 y fue instalado a bordo de todos los tanques (inclusive el T-34 y el T-70). Más tarde la tecnología fue transferida a Estados Unidos, instalándose el periscopio M6 a bordo de todos los tanques estadounidenses (M3/M5 Stuart, M3 Lee/Grant, M4 Sherman y otros). Al final de la Segunda Guerra Mundial, este periscopio fue adoptado alrededor del mundo y empleado sin cambio alguno por casi 50 años, hasta que fue reemplazado por aparatos electrónicos.